# FIBA EuroCup Challenge
Die FIBA EuroCup Challenge war ein Wettbewerb für europäische Basketball-Vereinsmannschaften der Männer, der von der FIBA Europa organisiert wurde. Er ist nicht mit dem ausgespielten übergeordneten Wettbewerb zu verwechseln, der zwischen 2005 und 2008 als EuroCup firmierte und seitdem als EuroChallenge bezeichnet wird. 
In der ersten Saison 2002/03 war er der drittbedeutendste, ab der Saison 2003/04 der viertbedeutendste Europapokal hinter der EuroLeague, dem ULEB Cup und der FIBA EuroChallenge.
Der Wettbewerb war insbesondere in mittel- und osteuropäischen Ländern populär, in denen Basketball einen hohen Stellenwert besitzt, für die jedoch nicht ausreichend Startplätze in den Wettbewerben der ULEB zur Verfügung standen.

## Geschichte
Der Wettbewerb wurde in der Saison 2002/03 das erste Mal als Europe Champions Cup ausgetragen. Der sportliche Stellenwert war zunächst unklar, da ULEB und FIBA sich nicht einigen konnten. Da die Spitzenteams der jeweiligen Ligen aber an der Euroleague oder am ULEB Cup teilnahmen, hatte die EuroCup Challenge den geringsten Stellenwert. 
Zur Saison 2003/04, das Turnier hieß jetzt Europe Cup, startete die FIBA den Betrieb ihres zweiten Europapokals, der EuroChallenge, was dazu führte, dass der Europe Cup weiter an Wichtigkeit verlor, da die einzelnen Verbände nun ihre besseren Teams in der EuroChallenge anmeldeten. So schickte bspw. Griechenland in der ersten Saison noch fünf Teams in der EuroCup Challenge ins Rennen, in der Saison darauf dann keines mehr. Zur Saison 2005/06 folgte die Namensänderung in EuroCup Challenge.
Nach der Erweiterung des ULEB Cups von 24 auf 54 Teilnehmer im Sommer 2007 wurde die FIBA EuroCup Challenge eingestellt.

## Endspiele
| Saison  | Austragungsort   | Sieger               | Gegner                  | Ergebnis           |
| ------- | ---------------- | -------------------- | ----------------------- | ------------------ |
| 2002/03 | Thessaloniki     | Aris Thessaloniki    | Prokom Trefl Sopot      | 84 : 83            |
| 2003/04 | Izmir            | Mitteldeutscher BC   | SAOS JDA Dijon          | 84 : 68            |
| 2004/05 | Ploiești         | CSU Asesoft Ploiești | Lokomotive Rostow       | 75 : 74            |
| 2005/06 | Juschne & Perm   | Ural Great Perm      | Chimik Juschne          | 80 : 67 & 74 : 80  |
| 2006/07 | Nikosia & Samara | ZSK WWS Samara       | Keravnos Cyprus College | 101 : 81 & 83 : 85 |

## Statistik
| Rang | Land         | Titel | Finale | Final Four |
| ---- | ------------ | ----- | ------ | ---------- |
| 1    | Russland     | 2     | 3      | 3          |
| 2    | Deutschland  | 1     | 1      | 1          |
| 2    | Griechenland | 1     | 1      | 1          |
| 2    | Rumänien     | 1     | 1      | 1          |
| 5    | Frankreich   | 0     | 1      | 1          |
| 5    | Polen        | 0     | 1      | 1          |
| 7    | Ukraine      | 0     | 1      | 0          |
| 7    | Zypern       | 0     | 1      | 0          |
| 9    | Türkei       | 0     | 0      | 2          |
| 10   | Lettland     | 0     | 0      | 1          |
| 10   | Serbien      | 0     | 0      | 1          |

| Jahr | Spieler               | Verein               | Nationalität       |
| ---- | --------------------- | -------------------- | ------------------ |
| 2003 | Willie Solomon        | Aris Thessaloniki    | Vereinigte Staaten |
| 2004 | Marijonas Petravičius | Mitteldeutscher BC   | Litauen            |
| 2005 | Vladimir Kuzmanović   | CSU Asesoft Ploiesti | Montenegro         |
| 2006 | Derrick Alston        | Ural Great Perm      | Vereinigte Staaten |
| 2007 | Nikita Schabalkin     | ZSK WWS Samara       | Russland           |